# كريم محسن (ممثل عراقي)
كريم محسن (1 كانون الثاني يناير 1958) ممثل عراقي.ولد في مدينة الناصرية ومن ثم انتقل وعائلته إلى بغداد وبدأ اهتمامه بالتمثيل منذ الصغر، إذ كان يشارك في معظم الفعاليات الفنية المدرسية.

## النشأة والتعليم
في منتصف السبعينيات التحق بمعهد الفنون الجميلة، وبعد حصوله على دبلوم في الفنون المسرحية، قرر أن يكمل دراسته الأكاديمية في كلية الفنون الجميلة. وبعد تخرجه من كلية الفنون الجميلة عام 1991 قدم العديد من المسرحيات والمسلسلات التلفزيونية وشارك في العديد من المسلسلات الإذاعية والمهرجانات الفنية العربية. من أبرز أعماله المسرحية: «المومياء» و«عطيل» و«ألف أمنية وأمنية» و «هاملت بلا هاملت» و«البهلوان»، كما برز في تمثيله ادواراً مختلفة في مسلسلات «إعلان حالة حب» و«بيوت الصفيح» و«الشيخة» و«قنبر علي». معظم المسلسلات التي شارك فيها كريم محسن صورت في دمشق حيث يقيم منذ 2006 بعد أن إضطر لترك العراق بسبب أعمال العنف. ويقول محسن أن سوريا شهدت خلال السنوات الماضية انتعاشا للدراما العراقية، وذلك لأسباب عدة منها الأمان، وتوفر عناصر الإنتاج والتقنيات الحديثة في التصوير وتوفر الكهرباء. عن آخر أعماله الفنية يقول الفنان كريم محسن أنه انتهى مؤخرا من تصوير مسلسل اجتماعي بعنوان «دورة زمن» تأليف فاروق محمد، وإخراج أيمن ناصر الدين. ويتناول المسلسل موضوع الهجرة والاغتراب.

## أعماله

### التلفاز
- ذئاب الليل
- أيام التحدي
- المواطن G
- ثلج في زمن النار
- مناوي باشا
- أوائل العرب
- اعلان حالة حب
- قميص من حلك الذيب
- مليشيا الحب
- المتنبي
- بيوت الصفيح
- الشيخة
- قنبر علي.[3]

### المسرحيات
- المومياء
- عطيل
- ألف أمنية وأمنية
- هاملت بلا هاملت
- البهلوان.[4]